# Cyrtochilum edwardii
Cyrtochilum edwardii es una especie de orquídeas.  Las especies de Cyrtochilum han sido segregadas del género Oncidium debido a sus largos rizomas con espaciados pseudobulbo con 3 o 4 pares de largas hoja alrededor de la base, con una inflorescencia con muchas flores de gran tamaño.

## Descripción
Son orquídeas de mediano tamaño con hábitos de terrestre,  con pseudobulbos  con forma ovoide-piriforme,  envueltos basalmente por varios pares de vainas foliares imbricadas que llevan 2 hojas apicales, liguladas, subcoriáceas, hojas agudas que cambian a continuación en una base conduplicada. Florece en una inflorescencia generalmente erguida de 90 cm  de largo, con muchas flores  vistosas y fragantes que se producen en la primavera y el verano.

## Distribución
Se encuentra en Colombia y Ecuador  en elevaciones alrededor de 2300-2700 metros. 

## Taxonomía
Cyrtochilum edwardii fue descrito por (Rchb.f.) Kraenzl. y publicado en Notizblatt des Botanischen Gartens und Museums zu Berlin-Dahlem 7: 99. 1917.
Etimología
Cyrtochilum: nombre genérico que deriva del griego y que se refiere al labelo curvado que es tan rígido que es casi imposible de enderezar.
edwardii: epíteto otorgado en honor de Edward, un recolector de orquídeas alemán en los años 1800.
Sinonimia
- Cyrtochilum eduardi (Rchb. f.) Kraenzl.
- Dasyglossum edwardii (Rchb.f.) Königer & Schildh.
- Odontoglossum edwardii Rchb.f.[3][4]